# 890년

## 연호
- 당(唐) 대순(大順) 원년
- 일본(日本) 간표(寛平) 2년

## 기년
- 당(唐) 소종(昭宗) 2년
- 신라(新羅) 진성여왕(眞聖女王) 4년
- 발해(渤海) 대현석(大玄錫) 20년

## 탄생
- 콘라두스 1세, 독일의 군주.